# Хідаєт Ханкич
Гидаєт Ганкич (нім. Hidajet Hankič; нар. 29 червня 1994, Шварцах-ім-Понгау) — австрійський та боснійський футболіст, воротар російського клубу «Ростов».

## Ігрова кар'єра
Народився 29 червня 1994 року в місті Шварцах-ім-Понгау. Розпочав займатись футболом у невеликих австрійських футбольних клубах, а 2009 року потрапив в академію ЛАСКа (Лінц).
2011 року перейшов до чеської «Млади Болеслав», за яку і дебютував на дорослому рівні 25 травня 2014 року в грі чемпіонати проти празької «Спарти» (0:4). Через шість днів Хідаєт зіграв свій другий і останній матч за клуб проти «Пржибрама» (1:3)
Влітку 2015 року повернувся до Австрії, де сезон 2015/16 грав за клуб другого дивізіону «Аустрія» (Зальцбург). Влітку 2016 року, після вильоту «Аустрії», він перейшов у «Блау-Вайс» (Лінц), який піднявся з регіональної австрійської ліги до другої. Тут він провів два сезони у статусі основного воротаря.
Влітку 2018 року Ханкич перейшов до клубу австрійської Бундесліги «Ваккер» (Інсбрук), з яким підписав контракт до червня 2019 року. У новій команді він став дублером Крістофера Кнетта, тому зіграв лише три гри у вищому дивізіоні, а його команда вилетіла з Бундесліги в кінці сезону.
2 липня 2019 року Хідаєт підписав контракт з клубом румунської першої ліги «Ботошані». За два сезони в клубі він провів 34 ігри в Лізі 1.
19 липня 2021 року австрієць став гравцем болгарського «Ботева» (Пловдив) і з сезону 2022/23 став основним воротарем клубу. Станом на 22 листопада 2023 року відіграв за команду з Пловдива 43 матчі в національному чемпіонаті.
У червні 2024 року Ханкич приєднався до російського клубу «Ростов».

## Виступи за збірну
Незважаючи на те, що Ханкич народився в Австрії, через своє боснійське походження у листопаді 2023 року він був викликаний до національної збірної Боснії і Герцеговини на матчі відбору на Євро-2024 проти Люксембургу та Словаччини, але на поле не вийшов.

## Титули
Ботев
 Переможець Кубка Болгарії: 2023/24